# Perses (Sohn des Perseus)
Perses (altgriechisch Πέρσης Persēs) ist eine Figur der griechischen Mythologie. Nach ihm sollen die Perser benannt sein.
Er ist der älteste Sohn des Perseus und der aithiopischen Prinzessin Andromeda. Er wird in Äthiopien geboren, kurz bevor Perseus mit Andromeda nach Griechenland zurückkehrt. Perses bleibt bei seinem Großvater Kepheus und soll dessen Königreich erben, da Kepheus selbst keinen männlichen Erben hat. Er unterwirft später die Perser, die von ihm ihren Namen erhalten. Laut Nikolaos von Damaskus soll er der Vater des Achaimenes sein, des mythischen Urahns der persischen Königsdynastie der Achämeniden.